# Ау (Форарльберг)
Ау (нем. Au) — коммуна (нем. Gemeinde) в Австрии, в федеральной земле Форарльберг.
Входит в состав округа Брегенц. Площадь общины составляет 44,91 км², население — 1781 человек (1 января 2021), плотность населения — 39 чел./км². Официальный код — 80203.

## Население
| Год  | Численность |
| ---- | ----------- |
| 1869 | 1039        |
| 1889 | 1060        |
| 1890 | 1067        |
| 1900 | 1116        |
| 1910 | 1210        |
| 1923 | 1080        |
| 1934 | 1269        |
| 1939 | 1263        |
| 1951 | 1414        |
| 1961 | 1440        |
| 1971 | 1476        |
| 1981 | 1466        |
| 1991 | 1572        |
| 2001 | 1643        |
| 2011 | 1671        |
| 2021 | 1781        |

## Политическая ситуация
Бургомистр коммуны — Пиус Наттер (местный блок) (по результатам выборов 2005 года). Совет представителей коммуны (нем. Gemeinderat) состоит из 18 мест.
- местный блок: 18 мест.